# ICG IF

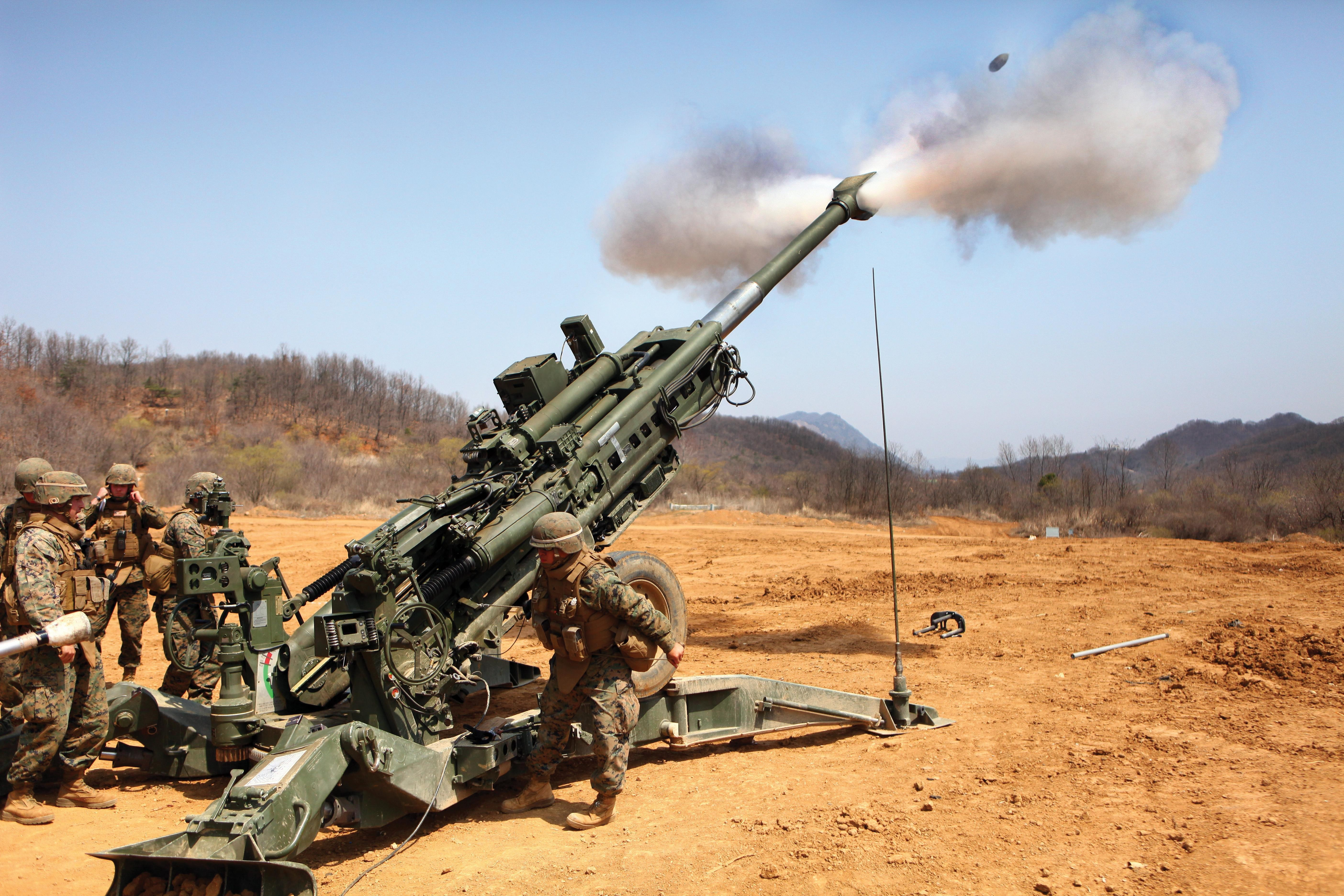
155-мм гаубиця M777 веде артилерійський вогонь

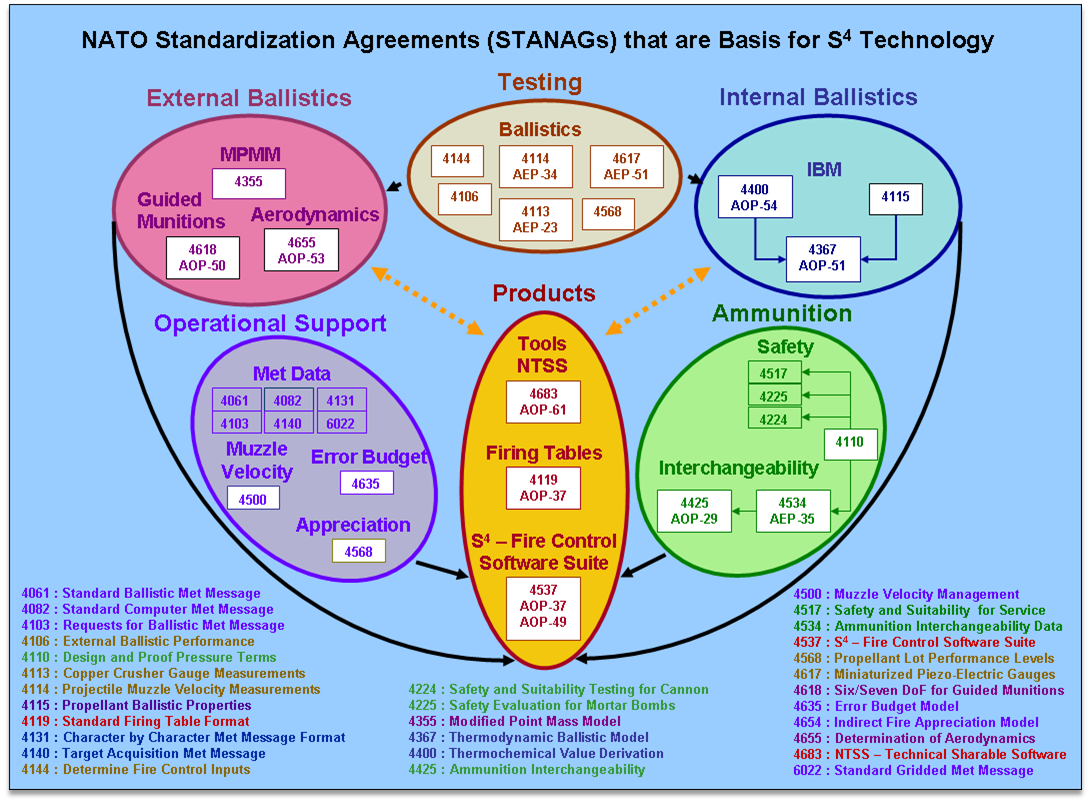
Система стандартів НАТО у сфері балістики, за які відповідає ICG IF

ICG IF (англ. Integrated Capability Group Indirect Fires) — Інтегрована група з розвитку спроможностей ведення вогню з закритих позицій, є одною з груп 2-го рівня у складі NAAG (Групи НАТО з питань озброєнь сухопутних військ, AC/225) CNAD (Конференції національних директорів озброєнь).
Місією ICG IF є сприяння багатонаціональному співробітництву держав-членів НАТО та країн-партнерів щодо забезпечення взаємосумісності артилерійських систем та відповідних систем автоматизованого управління в інтересах підвищення ефективності сил НАТО в усьому спектрі поточних та майбутніх операцій Альянсу.
ICG IF взаємодіє з іншими групами 2-го рівня NAAG, керівними органами програми ASCA, бере участь у процесі оборонного планування НАТО (NDPP).
Пленарні засідання ICG IF проводяться двічі на рік.

## Структура та діяльність ICG IF

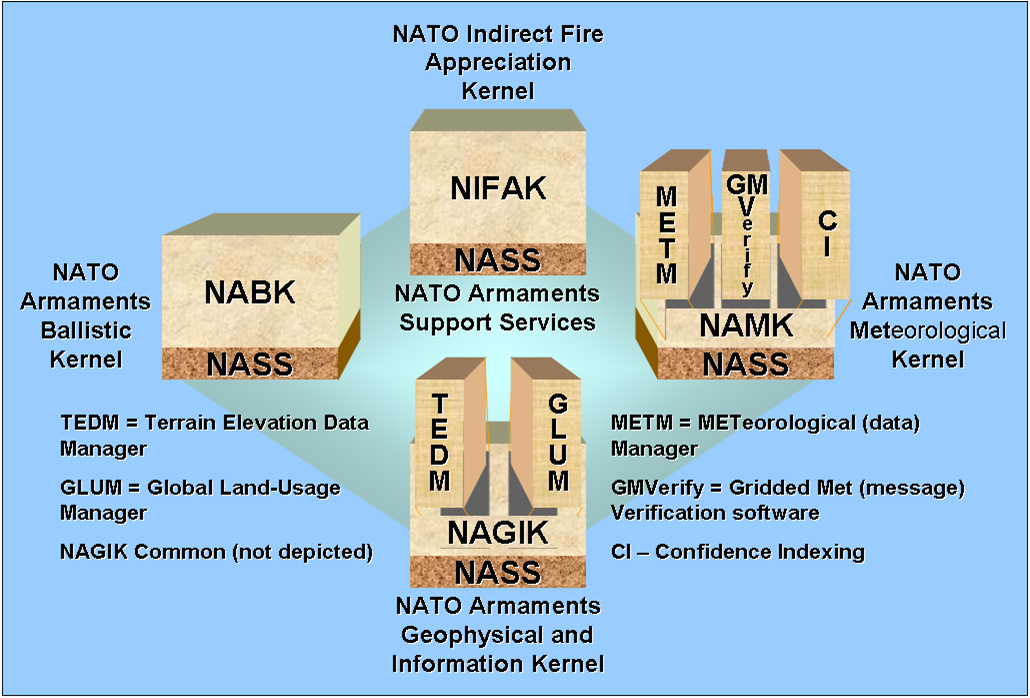
Архітектура системи програм S4 (SubGroup2 Shareable (Fire Control) Software Suite)

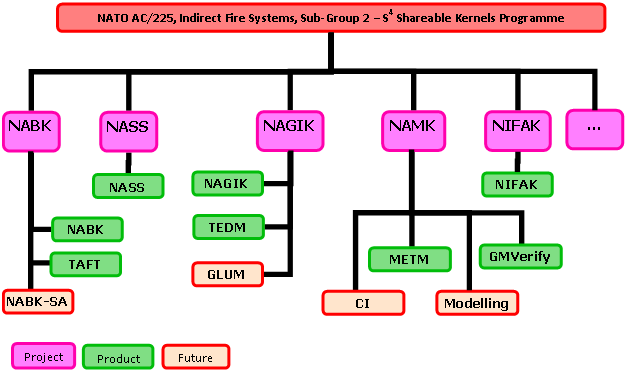
Компоненти S4

У складі ICG IF існує широка мережа підгруп 3-го рівня, команд експертів (англ. Team of Experts, ToE), які діють на постійній або тимчасовій основі.
Відповідні експертні спільноти, з урахуванням отриманого Альянсом досвіду, аналізують, уточнюють, розробляють та поновлюють стандарти НАТО
у сфері артилерійських систем, сприяють реалізації багатонаціональних проектів.
Зокрема, група ICG IF відповідає за оновлення настанови НАТО AArtyP-3 (STANAG 2245).

### Підгрупи 3-го рівня ICG IF
- Панель майбутніх спроможностей (англ. Future Capabilities Panel);
- Процедурна панель (англ. Procedures Panel);
- Панель вимог до інформаційного обміну (англ. Information Exchange Requirement Panel, IER)[3][4];
- Панель тактичної доктрини, термінології та символіки (англ. Tactical Doctrine, Terminology & Symbology Panel);
- Підгрупа SG/2 з питань балістики, ефективності та програмного забезпечення для управління вогнем артилерії (англ. SubGroup 2 on Ballistics, Effectiveness and Fire Control Software), відповідає за стандарти НАТО у сфері балістики, зокрема, за розробку програмного пакету S4 з балістичних обчислень.